# Садовий (Міякинський район)
Садо́вий (рос. Садовый, башк. Садовый) — село у складі Міякинського району Башкортостану, Росія. Входить до складу Біккуловської сільської ради.
Населення — 569 осіб (2010; 627 в 2002).
Національний склад:
- башкири — 44%
- татари — 30%